# Zen-Buddhismus in Japan

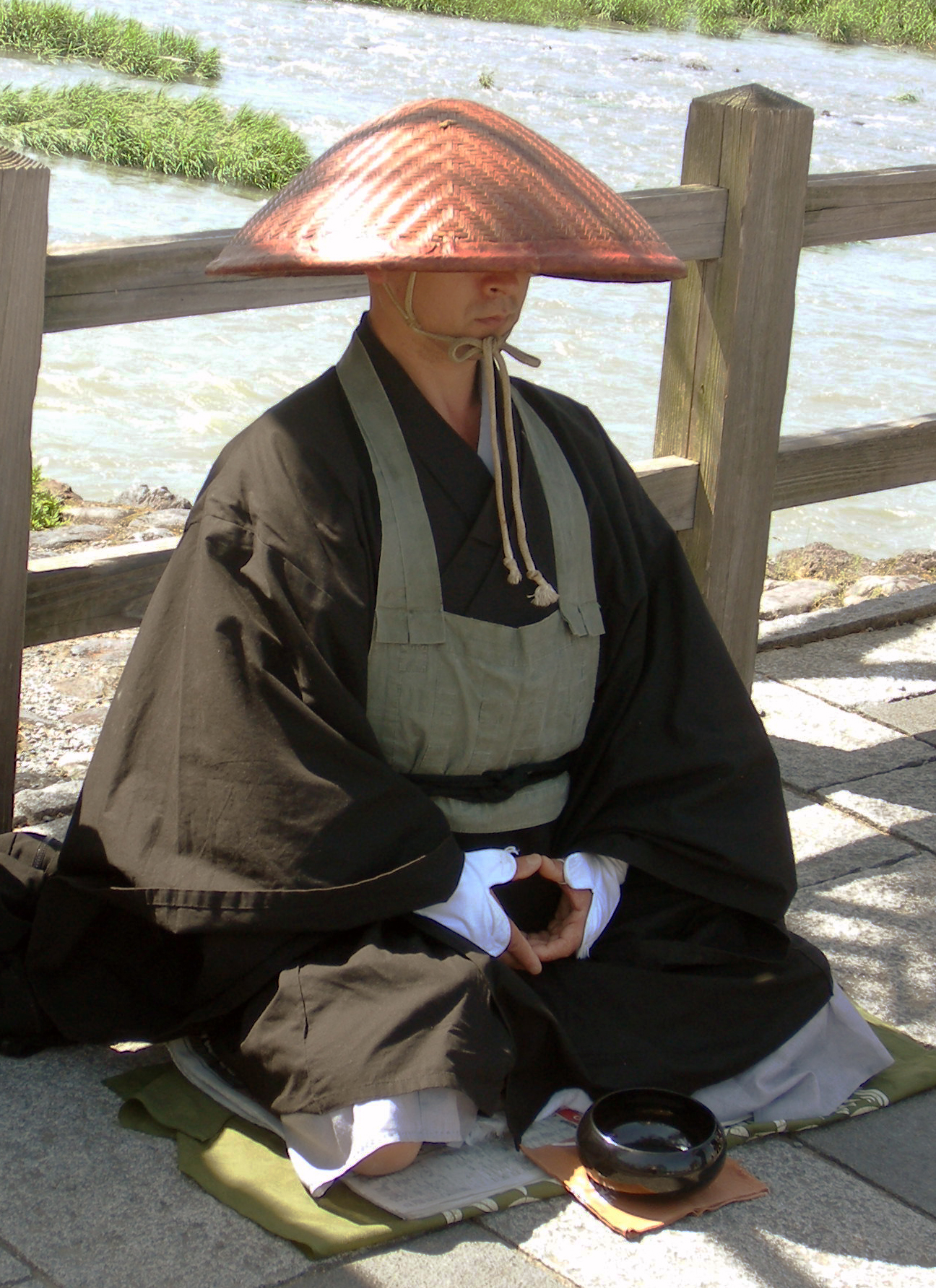
Sōtōmönch in Arashiyama, Kyōto

Der Zen-Buddhismus oder kurz Zen (jap.: 禅 – Zen) ist heute eine der verbreitetsten Schulen des Buddhismus in Japan. Zen entstand in China ab dem 5. Jahrhundert als Chan (禪那,  Chán’nà) und gelangte ab dem 12. Jahrhundert nach Japan, wo diese Buddhismus-Strömung entscheidend weiterentwickelt wurde. In dieser neuen Ausprägung gelangte er dann in der Neuzeit auch in den Westen. Japan spielt daher eine entscheidende Rolle in der heutigen weltweiten Verbreitungen des Zen-Buddhismus. Die heute international zum Zen verwendeten Begriffe stammen deshalb auch meistens aus dem Japanischen.

## Geschichte
Trotz der großen Bedeutung des Zen (Chan) in China und der Regierungsnähe vieler dortiger Klöster wurde in der Nara-Zeit (710–794) keine Zen-Traditionslinie als Schule nach Japan gebracht. Dennoch gab es Einflüsse. Dōshō (629–700) baute laut Überlieferung eine Halle für Zen-Meditation, nachdem er 653 nach China gepilgert war. Weil ihn die Kaiserin eingeladen hatte, kam um 810 der chinesische Rinzai-Meister Yikong (jap. Giku) nach Japan. Für ihn wurde ein Kloster gebaut, das aber kaum Zulauf hatte. Schließlich ging Kakua im Jahr 1171 nach China, um dort Rinzai zu studieren, doch auch diese Unternehmung blieb historisch folgenlos.
Bereits in der Nara-Zeit taucht auch der Begriff Zenji in den ersten Schriften auf: Er beschreibt meist von der kaiserlichen Regierung nicht autorisierte, nicht offiziell ordinierte Praktizierende von buddhistischen Ritualen (meist in der bergigen Wildnis asketischer Praktiken, Meditation, Rezitationen usw.). Man glaubte, durch diese Rituale erlangten die Praktizierenden große, aber ambivalente Kräfte.
In der Kamakura-Zeit reiste Myôan Eisai (wahrscheinlich damals Yōsai gesprochen) (1141–1215), ein Mönch der Tendai-Schule, 1168 und 1187 nach China. Nachdem er mehrere Jahre dort Zen studiert hatte, wurden ihm die Ehren eines Zen-Meisters der Oryo-Line des Linji (Rinzai) zuteil. Nachdem er nach Japan zurückgekehrt war, gründete er das erste Rinzai-Kloster in seinem Heimatland. Die spezielle Oryo-Linie des Rinzai-Zen erlosch in Japan allerdings bereits nach einigen Generationen wieder. Eisai betrachtete sich anscheinend selbst nie als Begründer einer neuen buddhistischen Schule in Japan; er betrachtete sich weiterhin dem Tendai zugehörig.
Dōgen Kigen (1200–1253) war ebenfalls Tendai-Mönch. Bereits mit 13 Jahren trat er als Novize in den Orden auf dem Berg Hiei ein und studierte später ab 1217 (zwei Jahre nach Eisais Tod) unter Eisais Dharma-Nachfolger Myōzen. Gemeinsam mit diesem reiste Dōgen nach China und lernte unter Rujing (jap. Tendo Nyojo)(1163–1228). Später wurde geschrieben, er habe dort sowohl eine ungewöhnlich tiefe Einsicht als auch Erleuchtung erlangt. Über seine Aktivitäten nach der Rückkehr nach Japan 1227 ist wenig bekannt, er übernahm jedoch einige Jahre später einen von der Hauptstadt abgelegenen Tempel (den er später Kōshō-ji nannte) und richtete dort eine Meditationshalle nach neustem song-zeitlichen chinesischem Vorbild ein, die ihm mehr und mehr Besucher und Schüler brachte. In seinen Schriften ab dieser Zeit zeigen sich die Besonderheiten seiner Praxis und Lehre: Shikantaza („nur sitzen“), Hishiryō („das dem Denken Unermessliche“), Shoshin Tanza („regelmäßige Übung“) und Shinjin datsuraku („Körper und Geist abstreifen“). Er setzte auch die Praxis des Zazen mit der Buddhaschaft gleich. Dōgen bezeichnet in seinen Schriften nur Myōzen (der in China starb) und Rujing als seine "senshi" (früheren Lehrer).
Im Jahre 1244 verließ Dōgen den Kōshō-ji und zog auf Einladung einer lokalen Kriegeradelsfamilie ins abgeschiedene Echizen. Das Kloster, das er dort übernahm und ausbaute, nannte er Eihei-ji. Außer der Halle für Zazen übernahm Dōgen auch andere Bestandteile des Klosteraufbaus und der Mönchsorganisation aus Song-China. Er ordnete nach chinesischem Vorbild Riten für übernatürliche Wesenheiten des Klosters an.
Dass die Gründung neuer buddhistischer Schulen und Gruppen schnell von etablierten Kreisen aus als Häretik betrachtet werden konnte, zeigt das Schicksal der Daruma-shū, die Nōnin (nicht datiert) begründete. Ihr Kloster wurde von Sōhei (Mönchskriegern) vernichtet. Einige der versprengten Daruma-Mönche schlossen sich später Dōgen an und standen so in zwei Dharma-Traditionslinien. Unter einigen dieser direkten Schüler Dōgens lernte auch Keizan Jōkin, der als zweiter Patriarch des japanischen Sōtō gilt und den später wichtigsten Kopftempel Sōji-ji gründete.
Sōtō verbreitete sich in den folgenden Jahrhunderten sehr stark, oft indem sie unbesetzte Tempel und Schreine besetzten, lokale kami, Geister und andere Wesenheiten exorzierten oder zum Dharma bekehrten. Von wenigen elitären Mönchen und Klöstern abgesehen, unterschieden sich die Praktiken bald kaum noch von denen anderer buddhistischer Schulen. Verschiedenste übernatürliche Wesenheiten wurden in den Klöstern von der Bevölkerung verehrt, die Mönche führten verschiedene Rituale (Zazen, Rezitationen, Mikkyō-Praktiken u. ä.) durch, um Genze riyaku, diesweltliche Wohltaten, auf die Laien und das Mönchswesen zu übertragen. Auch Bestattungen waren Hauptaufgabe der Klöster. Die Laienunterstützer des Sōtō waren größtenteils der lokale Kriegeradel in entlegeneren Gebieten, aber auch die dortige Bevölkerung. Entsprechend sind die Klöster von lokalen Einflüssen durchdrungen.
Die Stellung der Dharma-Traditionslinie war vermutlich der wichtigste Faktor der Identität der Sōtō-Schule. Wichtige, aus heutiger Sicht zentrale Texte (u. a. Kōan und Dōgens Werk), wurden wie andere Statusobjekte (Roben, Shari-Relikte verstorbener Meister, viele Statuen) zunehmend geheim gehalten und nur in direkter Linie weitergegeben. In eigenen Veröffentlichungen der Schule steht, dass heutzutage nur in etwa 30 von rund 15.000 Klöstern Trainingszentren für Zazen existieren. Zazen wurde während der gesamten Geschichte Japans auch als mächtiges Ritual zur Ansammlung spiritueller Kräfte gesehen: Die drei Bitt-Tempel, an denen Japaner um diesweltliche Wohltaten bitten, gehören zu den wenigen Ausbildungszentren für Zazen.
Die Rinzai-Schule breitete sich lange nicht so weit aus wie Sōtō. Sie gedieh im Umfeld der Mächtigen in Kyōtō und Kamakura und stand so der Politik des japanischen Mittelalters, besonders dem Kriegeradel der Bushi nahe (das System der Go-zan, fünf Berge). Diesen bot Rinzai nicht nur Abstand zu den ebenfalls mächtigen etablierten Schulen (Tendai, Shingon und die Nara-Schulen unter Protektion der Fujiwara), sondern auch eine Verbindung nach China. Rinzai-Studium bedeutete, dass man passive und aktive Meisterschaft im Chinesischen erlangen musste. Außerdem konnten die Regierung und die Adeligen Japans über Rinzai an der damaligen neuesten Kultur vom chinesischen Festland teilhaben, wodurch die japanische Kultur stark beeinflusst wurde. Neben dem Herbeiführen von Wohltaten und Bestattungen für ihre Laienförderer entstand durch die kulturelle Förderung die Assoziation des Rinzai mit einer Reihe verschiedener Disziplinen, die als Wege (Dō) des Zen bekannt wurden:
- Sadō – der Weg der Teezeremonie (Teeweg)
- Shodō – der Weg der Schreibkunst
- Kado – der Weg des Blumenarrangements (auch: Ikebana)
- Suizen – das kunstvolle Spiel der Shakuhachi-Bambusflöte
- Zengarten – die Kunst der Gartengestaltung
- Budō – der Weg des Kriegers, vgl. zu diesen Ansätzen auch das Budo

Als nach der Meiji-Restauration der Buddhismus in Japan kurz verfolgt und von der neuen Politik zugunsten eines renativistischen Shintō als Religion der Machthabenden aufgegeben wurde, waren auch die Zen-Schulen betroffen. In den Zeiten des immer rasanteren gesellschaftlichen, kulturellen und sozialen Wandels kam der Shin-bukkyō, der neue Buddhismus, auf, der z. B. sozial tätig wurde.
Die Abgeschlossenheit der Klöster lockerte sich ebenfalls, so wurden Laiengruppen in Zazen und der Lehre des Zen unterrichtet. Eine Reihe früher Intellektueller der Meiji-Zeit, die nach der Essenz Japans strebten, um das Land dem moderneren Westen gleichrangig oder überlegen zu sehen, schrieb bis heute einflussreiche, aber auch sehr problematische Schriften. So wurde der Buddhismus der Tokugawa-Zeit (1600–1868) meist als dekadent und von der wahren Lehre abgekommen verunglimpft. Um gegen den neuen Shintō als geförderten Nationalglauben zu bestehen, wurde der Buddhismus unter Berücksichtigung der westlichen Buddhismusforschung (zu dieser Zeit hauptsächlich mit einer Rekonstruktion eines "wahren" "Urbuddhismus" beschäftigt, ohne ethnographische Beobachtungen einzubeziehen) neu definiert. Zen dürfte dabei am erfolgreichsten gelten und fand in dieser Gestalt Eingang in die westliche Kultur und Literatur. In Japan selbst haben sich solche Ansichten des Zen nicht so stark durchgesetzt (die meisten jüngeren Japaner wissen nicht, zu welcher buddhistischen Schule sie gehören), wenngleich die orthodoxen Meinungen der Schulen sich in die gleiche Richtung gewandelt haben.
Zen wurde in der Vorkriegszeit mit anderen Begriffen assoziiert, die man heute als ziemlich unwissenschaftliches Nihonjinron, Japan-Theorie, einstufen sollte. Hierzu gehört z. B. Bushidō, welches als Begriff ebenfalls um die Meiji-Restauration herum auftaucht. Dadurch entstanden jedoch auch Verbindungen zum japanischen Nationalismus und zur ideologischen Propaganda, die nach dem Zweiten Weltkrieg auch aus Reihen des Zen selbst kritisiert wurden.